# Tistronören (Kumlinge, Åland, norr om Björkö)
Tistronören är ett skär i Åland (Finland). Det ligger i Skärgårdshavet och i kommunen Kumlinge i landskapet Åland, i den sydvästra delen av landet. Ön ligger omkring 60 kilometer nordöst om Mariehamn och omkring 220 kilometer väster om Helsingfors.
Öns area är 3,7 hektar och dess största längd är 330 meter i nord-sydlig riktning. Trakten är glest befolkad. Närmaste större samhälle är Brändö, 10,5 km nordost om Tistronören.

## Klimat
Inlandsklimat råder i trakten. Årsmedeltemperaturen i trakten är 5 °C. Den varmaste månaden är september, då medeltemperaturen är 12 °C, och den kallaste är januari, med −6 °C.